# 院格庄街道
院格庄街道，是中华人民共和国山東省烟台市莱山区下辖的一个乡镇级行政单位。

## 行政区划
院格庄街道下辖以下地区：
沐浴村、王官庄村、崖前村、于家汤村、巫山庄村、郑家庄村、后山村、初家汤村、夹河村、李庄村、院格庄村、马格庄村、北格庄村、朱唐夼村、要捷村和周格庄村。